# IHK-Zertifikat
Ein IHK-Zertifikat ist eine Urkunde, die nach bestandenem Zertifikatstest von einer Industrie- und Handelskammer (IHK) ausgehändigt wird. Mit einem IHK-Zertifikat belegt der Inhaber, dass er sich im bescheinigten Themenfeld berufs- und praxisnah weitergebildet hat.
Im Regelfall gehen dem Testverfahren Bildungsmaßnahmen voraus, die entweder durch die jeweilige IHK selbst oder von einem kooperierenden Weiterbildungsanbieter durchgeführt werden. Die Zertifikatsvergabe erfordert, dass die Teilnehmerin oder der Teilnehmer an mindestens 80 % des Lehrgangs teilgenommen und das IHK-Zertifikats-Testverfahren erfolgreich durchlaufen hat.
Ein IHK-Zertifikatslehrgang zeichnet sich durch aktuelle Themenstellungen und hohe Praxisnähe aus. Er entspricht einem Workload von mindestens 50 bis 1200 Lernstunden. Eine Höchstzahl an Lernstunden gibt es nicht. Ein IHK-Zertifikat als Form des Nachweises beruflicher Weiterbildung genießt bei Arbeitgebern ein hohes Ansehen.
Das IHK-Zertifikat enthält den Titel der Weiterbildung sowie Angaben über die bearbeiteten Themen und die vermittelten Kompetenzen. Das IHK-Testergebnis wird im Zertifikat nicht ausgewiesen, sondern nur in Ausnahmefällen vom Bildungsträger bescheinigt, sofern es überhaupt erfasst wird. Das unterscheidet einen IHK-Zertifikatslehrgang maßgeblich von einer öffentlich-rechtlichen Abschlussprüfung nach dem Berufsbildungsgesetz (BBiG). In einem IHK-Zertifikatslehrgang geht es vor allem um den Nachweis, dass die Absolventen sich eingehend mit dem jeweiligen Thema beschäftigt haben. 
Das IHK-Zertifikat selbst entspricht einem bundeseinheitlichen Standard, den die jeweilige IHK den eigenen regionalen Anforderungen anpasst. Zahlreiche IHK-Zertifikatslehrgänge entwickeln IHKs gemeinsam mit der DIHK-Bildungs-gGmbH und in enger Zusammenarbeit mit Experten aus der Wirtschaft. Dadurch sind sie aktuell und nah am beruflichen Alltag orientiert. Die Konzepte stehen nach der Entwicklung den Industrie- und Handelskammern zur Verfügung, um die berufliche Weiterbildung im jeweiligen Zuständigkeitsbereich zu fördern.
IHK-Zertifikate sind aufgrund ihrer Praxisnähe bei Arbeitgebern und Arbeitnehmern sehr beliebt. Auch international steigt das Interesse an dieser Form des Nachweises beruflicher Weiterbildung. Deshalb bietet die IHK auch eine Ausfertigung in englischer Sprache an.
Ein IHK-Zertifikat unterscheidet sich also wesentlich von einem IHK-Prüfungszeugnis, das für erfolgreich absolvierte Prüfungen nach BBIG in anerkannten Ausbildungsberufen oder Weiterbildungen ausgestellt wird.

## Einstufung im Deutschen Qualifikationsrahmen (DQR)
Eine verbindliche Zuordnung von IHK-Zertifikaten zum Deutschen Qualifikationsrahmen (DQR) ist derzeit nicht absehbar. Es gibt jedoch Einzelfälle, wo es sich bei IHK-Zertifikaten um Aufstiegsfortbildungen handelt wie zum Beispiel IT-Spezialist (Zertifizierter). Diese Qualifikationen sind im Deutschen Qualifikationsrahmen (DQR) eingeordnet.